# Richard Tomaselli
Richard Tomaselli (* 2. Juni 1904 in Salzburg; † 2. Juni 1981 ebenda) war ein österreichischer Schauspieler und Wirt. 

## Leben
Mit 22 Jahren konnte Tomaselli 1926 erfolgreich debütieren; er wirkte in der Inszenierung von Gustaf Gründgens’ „Don Carlos“ bei den Salzburger Festspielen mit. Noch im selben Jahr wechselte er nach Hamburg ans Thalia Theater und darauf holte ihn Max Reinhardt ans Deutsche Theater nach Berlin. Berühmt wurde er u. a. für sein Zusammenspiel mit Kollegen wie Erich Ziegel (Hamburg) oder Eugen Klöpfer (Berlin). 
Bei den Salzburger Festspielen 1933 gab er den „Schüler“ in der Max Reinhardts Faust; in dieser Inszenierung errichtete der Architekt Clemens Holzmeister in der Felsenreitschule die Faust-Stadt. Nach dem Anschluss Österreichs 1938 wurde er Soldat und geriet bald schon in US-amerikanische Kriegsgefangenschaft. Nach Kriegsende kehrte er in seine Heimatstadt zurück. 
Bis auf ein zweijähriges Engagement am Stadttheater in Kiel war Tomaselli bis zu seinem Abschied von der Bühne Mitglied des Salzburger Stadttheater. 1969 gab Tomaselli seine offizielle Abschiedsvorstellung, war aber anschließend noch einige Mal in kleineren Rollen zu sehen. 
Im Ruhestand eröffnete Tomaselli in Salzburg ein Lokal. Mit dem Schriftsteller Georg Rendl verband ihn seit der Schulzeit eine enge Freundschaft und dieser gab auch einige Lesungen in Tomasellis Lokal. 
An seinem 77. Geburtstag starb Tomaselli und fand seine letzte Ruhestätte auf dem Salzburger Kommunalfriedhof. 

## Rollen (Auswahl)
Theater
- Johann Wolfgang von Goethe: Faust. Eine Tragödie – Schüler
- Gotthold Ephraim Lessing: Minna von Barnhelm. – Wirt
- Johann Nepomuk Nestroy: Färbermeister. – Peter
- Friedrich Schiller: Die Räuber – Der alte Daniel

Film
- 1937: Der Mann, von dem man spricht (Regie: E. W. Emo)
- 1954: Der erste Kuß
- 1966: Der Weibsteufel (Regie: Georg Tressler)